# Horizonte del suelo

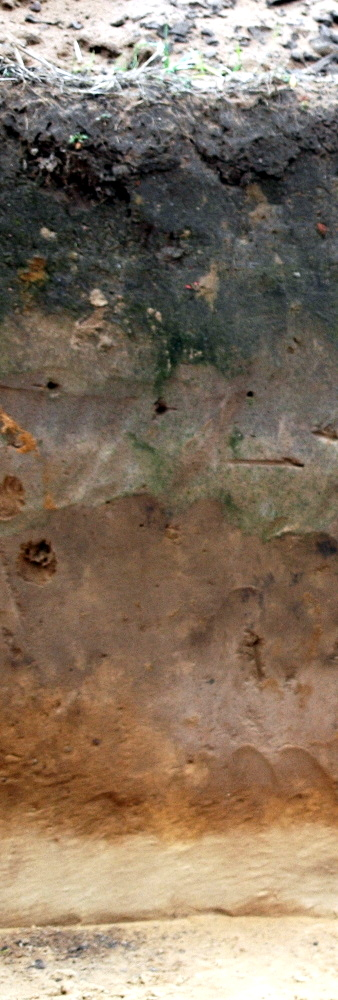
Una sección transversal de un suelo, que revela horizontes.

Un horizonte de suelo es una capa dentro del suelo. Es una capa paralela a la superficie del suelo cuyas características físicas, químicas y biológicas difieren de las capas superiores e inferiores. Los horizontes se definen en muchos casos por características físicas obvias, principalmente color y textura. Estos pueden describirse tanto en términos absolutos (distribución del tamaño de las partículas para la textura, por ejemplo) como en términos relativos al material circundante, es decir, "más gruesos" o "más arenosos" que los horizontes superior e inferior.
Los horizontes identificados se indican con símbolos, que en su mayoría se utilizan de forma jerárquica. Los horizontes maestros (horizontes principales) se indican con letras mayúsculas. Los sufijos, en forma de letras minúsculas y cifras, diferencian aún más los horizontes maestros. Hay muchos sistemas diferentes de símbolos de horizontes en el mundo. Ningún sistema es más correcto: como construcciones artificiales, su utilidad radica en su capacidad para describir con precisión las condiciones locales de manera consistente. Debido a las diferentes definiciones de los símbolos del horizonte, los sistemas no se pueden mezclar.

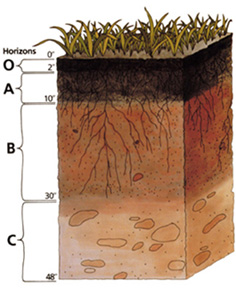
Estructura del suelo

En la mayoría de los sistemas de clasificación de suelos, se utilizan horizontes para definir los tipos de suelo. El sistema alemán utiliza secuencias completas de horizontes para la definición. Otros sistemas seleccionan ciertos horizontes, los "horizontes de diagnóstico", para la definición; ejemplos son la Base de referencia mundial para los recursos del suelo (WRB), la taxonomía de suelos del USDA y la Clasificación de suelos de Australia. Los horizontes de diagnóstico suelen estar indicados con nombres, por ejemplo, "horizonte cámbico" o "horizonte espódico". La WRB enumera 40 horizontes de diagnóstico. Además de estos horizontes de diagnóstico, es posible que se necesiten otras características del suelo para definir un tipo de suelo. Algunos suelos no tienen un desarrollo claro de horizontes.
Un horizonte de suelo es el resultado de procesos de formación del suelo (pedogénesis). Las capas que no han pasado por tales procesos pueden denominarse simplemente "capas".